# آناغالیسیان
آناغالیسیان (نام علمی: Linderniaceae) نام یک تیره از راسته نعناسانان است.